# Детские «вызывания»
Детские «вызыва́ния», вызыва́лки — «вызывания духов» детьми, часть детского фольклора, представляющие собой нечто среднее между детской магией, ядро которой они составляют, и игрой.:308 В отличие от остальной детской магии, в данном случае предполагается непосредственный контакт с потусторонним миром.:309 «Вызывания» проводятся с целью получения каких-либо благ или для развлечения.:308 Ими занимаются как городские, так и сельские дети в возрасте 8—12 лет, чаще девочки, обычно в компаниях, но иногда и в одиночку.:309

## История исследований
В СССР фольклорный материал по детским «вызываниям» начал собираться с начала 1980-х годов.:15, 20:65 Первое упоминание о «вызываниях» сделано в статьях М. В. Осориной (1983) и Т. В. Зуевой (1985). В работах М. Д. Мухлынина (1990) и А. Л. Топоркова (1992, 1998) был проанализирован один из персонажей — Пиковая дама:17:65. В 2002 году появились исследования детской магии М. П. Чередниковой, М. Ю. Новицкой и И. Н. Райковой.

## История, персонажи, связь со «страшилками»
«Вызывания» были известны в советской детской культуре минимум с 1940-х годов («вызывания» Пушкина и Чёрных рук:309). Широко распространились они в конце 1960-х — начале 1970-х годов.. В XXI веке фиксируется постепенное исчезновение традиции «вызываний», как и многих других элементов детской субкультуры, на которые у детей больше не остаётся времени.
Среди вызываемых существ соседствуют персонажи, имеющие реальных прототипов, персонажи народной демонологии и сказочных художественных произведений:17:69 и непосредственно созданные детской фантазией:69 — это является признаком сохранения мифологического мышления у ребёнка:69. У русскоязычных детей среди персонажей упоминаются Пиковая дама, чёрт(ик), Матный гном или Матерщинный король:69, покойник:315, гномики (например, Шоколадный:69 или Мармеладный), домовой, Золушка, Русалочка, Красная Шапочка, Карлсон, Дуремар:69, Арлекин:327, Белоснежка:70, фея:311, Баба Яга:17, Золотая рыбка, Сладкоежка:334, Жвачная корова, Белая карета:69, Чёрные руки:309, Бабка-Матка, лунные и стеклянные человечки, ёжик:70, ангел:68, чёрный и белый драконы:315, а также духи:66-68, обычно исторических деятелей и деятелей культуры (Екатерина II, Наполеон, Пушкин, Лермонтов, Гоголь, Есенин, Ленин, Сталин:68, Цой, во второй половине 1990-х также Влад Листьев), иногда духи умерших родственников:68.
О «вызываниях» узнают от старших детей или от сверстников.:66 Этот вид фольклора приходит у взрослеющих детей на смену «страшилкам»:66, в то же время, когда первые сменяются пародиями на себя:309. «Вызывания», как и «страшилки» предполагают веру в соседство видимого мира с невидимым, населённым сверхъестественными существами.:66 Впрочем, вера эта относительна, дети «как бы верят и не верят» одновременно.:66-67 В отличие от «страшилок», «вызывания» предполагают управляемый, а не стихийный, контакт с потусторонним; сверхъестественная сила оказывается объектом, подчинённым магии ребёнка.:66, 69, 73:309 Кроме того, в «вызываниях» слово и действие неотделимы друг от друга.:314
Тексты о «вызываниях» представлены такими, с точки зрения фольклористики, разными жанрами как инструкции по их проведению и мифологизированные рассказы о них, обычно о том, что произошло при нарушении ритуала. Последние могут идти как вместе с инструкциями, тесно переплетаясь с ними, так и отдельно от них, наряду со «страшилками», которыми они, по сути, и являются.:312-314 Можно также отметить, что данные тексты могут передаваться как детьми участвовавшими в «вызываниях», так и не участвовавшими.:312-313

## Атмосфера
Местом проведения «вызываний» являются такие «страшные места»:17:69:309 как тёмный тамбур, тёмный подъезд, туалет, тёмный коридор (в доме гостиничного типа), тёмная комната:20:69:309 (особенно в детских лагерях:20:72), шкаф; в сельской местности дети собираются на кладбищах и в заброшенных домах:309. Ребёнок идёт туда сознательно для переживания мистического опыта:69, «экзистенциального ужаса»:310. Если вызывание проводится в одиночку, то обычно в постели под одеялом.:20 В качестве оптимального времени вызывания указывается «опасное», пограничное время суток: поздний вечер:310, полночь:20:310, реже — полдень.
Дети могут испытывать страх перед «вызываниями» или во время ритуала.:66-68, 72:310 Во многом этому способствует особая атмосфера мистичности и всеобщего напряжения, создаваемая во время «вызывания»:27:68, 72, во многом напоминающая гипнотический сеанс:27 и способная вызвать зрительные галлюцинации:27. В более младшем возрасте страх часто приводит к срыву и прерыванию процесса.:68:310 Иногда ритуал заканчиваются каким-то внезапным событием, приводящим к всеобщему испугу и даже крику, например, блюдечко вылетает из круга, появляется таинственный свет:68, отблеск в зеркале, скрип двери, чей-то вскрик. Общий страх, по сути, и является главным доказательством реальности происходящего.:72

## Ритуалы
«Вызывания» проводятся с целью так или иначе «зафиксировать» появление в нашем мире сверхъестественного существа. В случае с домовым и некоторыми другими персонажами говорится обычно о проверке, так как домовой находится в доме постоянно, а магия направлена на выявление его присутствия.:324 Часто «вызывания» также совмещаются с гаданиями, для детей эти понятия могут быть синонимами.:67:311 Действия при этом близки традиционным гаданиям:16:70, в том числе святочным гаданиям на суженого:70:317. Но здесь не обязательно есть непосредственная связь, обычаи могли возникнуть самостоятельно, на основе психологических причин.:70:322 Медиаторами между мирами при «вызываниях» выступают вода, зеркало, пламя свечи, нитка или волос, нарисованная лестница или дверь, обращение к существу по имени.:314
Распространены ритуалы с зеркалом (вызывание Пиковой дамы, Золушки:70 и гномика): на нём рисуется лестница, символизирующая связь с ирреальным миром:70:319; в случае с Золушкой, на её ступеньке лежит туфелька:70, в случае с Пиковой дамой она выходит из домика:72:317; появление персонажа символизирует пятно света, «спускающееся» по лестнице:70, рябь зеркала:73.
В некоторых обрядах рисование производится на бумаге. При вызывании гномика на листе рисуется дорога, символизирующая расстояние между мирами, и рядом с ней всё увеличивающиеся предметы, которые должны понравиться персонажу: бассейн, шкаф с одеждой, пенёк с пирожком, стол с едой:70-72; здесь можно вспомнить оживающие рисунки из «страшилок», но в данном случае, «волшебство» осуществляется самим ребёнком:71.
Жвачного короля вызывают так: положить две подушки на кровать, сесть на них, взять острый предмет и накрыться одеялом, воззвать к Жвачному королю «раз двадцать»; в случае успеха должны появиться разноцветные звёздочки и тогда нужно проткнуть розовое, зелёное или голубое пятно, после чего можно загадывать желания.:74 Другой способ: вызвать его из зеркала, а когда он появится и начнёт бегать по стенам и потолку, то поймать его и одну жвачку, иначе всё исчезнет.
«Вызывание» может производиться через «кормление-задабривание».:70 В качестве кушанья могут выступать шоколад, конфета, хлеб:70, сахар:70, апельсин, молоко или даже нарисованная на листе бумаги еда для Белоснежки:70, Русалочки, Шоколадного и Матерщинного гномов:70:322; Золотую Рыбку угощают рыбой и водой. Еда оставляется на ночь, например, подвешенной на нитке между двумя стульями. Посещение существом определяется по следам зубов на еде, по её исчезновению или отпечаткам башмачков.:70 В таком случае, можно загадывать желание. Тут можно говорить о том, что вызываемые персонажи напоминают самих детей-сладкоежек.:70:322 Для вызывания Белоснежки, Русалочки, Золушки на ночь оставляют стакан с водой и расчёску в укромном месте: если вода будет «отпита» или на расчёске появится волос, значит приходила Русалочка.:70 Стакан с водой используется и для «проверки» домового и покойника, первого также проверяют по ставшему грязным за ночь полотенцу или по зачёркнутой надписи «Домовой» на бумаге.:324-325 Хлебом, водой и солью выманивали дети коми домового или двойника человека (орта) в игре «Гӧбӧч айка». Возможно, что данный тип «вызываний» уходит корнями к ритуалам перенесения домового в новый дом и его «кормлению-задабриванию».:325
Многие способы «вызывания» по сути являются спиритическими сеансами.:67 Иногда они попадают в детскую среду из увлечений взрослых или из художественных произведений.:68 Например, на листке бумаги чертится круг с цифрами, с буквами и со словами «да» и «нет», в центр круга ставится блюдце со стрелкой или втыкается иголка с ниткой, иногда в пупок нарисованного чёртика, за которую кто-то держит вертикально.:67:311 В блюдце может напускаться кровь. Дети, которых должно быть много, сидят вокруг и держатся кончиками пальцев краёв блюдца. Они трижды взывают: «… приди!» или «… появись!»:68 или спрашивают существо, здесь ли оно:311. О присутствии сверхъестественного говорят колебания свечи, движение иголки или блюдца.:68 Можно также взяться мизинцами за мизинцы соседей, сделав таким образом круг, закрыть глаза (открывать нельзя, что трудно в данных условиях для ребёнка), и вызвать существо.:68-69 В сельской местности духа могут призывать прийти через печную трубу. В случае проявления существа, дети начинают задавать ему вопросы. Когда сеанс закончен, нужно убедиться, что персонаж ушёл и иголка больше не двигается.:311

## Мифическая опасность
Некоторые из вызываемых персонажей воспринимаются преимущественно как зловещие (Пиковая дама), другие как добрые (гномики) или безобидные (Дуремар).:69 Можно отметить, что несмотря на доминирующий положительный образ в детских художественных произведениях таких персонажей как Золушка, Русалочка, Белоснежка, фея, домовой в детской мифологии они часто предстают угрожающими:311, 315, 325, так русалка может выйти из крана и зарезать ножом всех домочадцев:325.
Детьми считается, что вызываемые существа при неправильном проведении ритуала:21:73:315 могут быть опасны и теоретически даже привести к гибели:66, 73: например, если не положить хлеба при вызывании чёрта, он может зарезать, съесть или убить другим способом:73; Пиковая дама может задушить:21:73, утащить под зеркало:73 или ударить по лицу:21. Также зловредные персонажи могут увести с собой, ослепить:315, не отпускать домой:313. При этом при правильном выполнении ритуала эти же персонажи выполняют желания.:315
В некоторых случаях, для безопасности вызывающих или место «вызывания» очерчивается мелом или огарком свечи, или в стену втыкается иголка или булавка, или волосы убираются под платок, или между участниками протягивается чёрная нить. Для прекращения «вызывания», чтобы мистические силы исчезли и не навредили, задувают свечу, переворачивают:73, накрывают тряпкой или разбивают:317 зеркало, стирают нижние ступеньки лестницы:73 или весь рисунок, включают свет:74, также можно «зачураться» или сказать «… сгинь!»:314

## Функция
Целью «вызываний» может быть получение ответов на различные вопросы о собственном будущем (о замужестве, детях, поступлении на учёбу и др.).:22:68 Интересен случай, когда бабушка попросила детей узнать у вызываемого Цоя, сколько ей осталось жить. Хотя часто, цель вызывания становится вторичной самому процессу, а задаваемые вопросы выглядят наивно, например, какой Пушкин любит стих или как он справил свой день рождения.:68 Вообще же, главной функцией «вызываний» является подтверждение существования окутанного тайной сверхъестественного, вызывающего большой интерес у детей:17:73:313-315, ощущение страха:22:313, 315 и удовольствия от его преодоления:308-309, пограничного состояния, испытание силы воли и быстроты реакции:74:326, иногда удовольствие от возможности «контролировать» некую неведомую силу:73:309, 315. В ряде случаев целью вызывания становится воображаемое осуществление мечты:74:315, как при вызывании Жвачного короля, Шоколадного и Мармеладного гномиков, при правильном проведении ритуалов одаривающих детей своими именными сладостями:74. В некоторых случаях вызванный персонаж может стать и «воображаемым другом».:75 Матерщинного гномика вызывают с целью послушать «его» ругательства:322, тем самым приобщившись к запретной, но привлекательной области мира взрослых:323-324.
«Вызывания» могут переходить в игру:75:315, а рассказы о них — в розыгрыш. Весельем сопровождается появление Короля жвачки, который кидается в детей обувью (нужно терпеть, чтобы загадать желание):75, или Матного гномика, который бегает по комнате и смешно матерится:75:324. В процессе исчезновения веры в силу «вызываний» любые из них могут переходить в игру.:75:315 С играми «вызывания» сближают запреты на смех, на разговоры, на движение. Некоторые из участников группы детей могут сознательно создавать комическую ситуацию.:76 Неудачный опыт «вызываний» постепенно приводит детей к сомнениям в их действенности.:75:312 К 13—14 годам подростки говорят о «вызываниях» со снисхождением.:21:76:315 Интерес к ним, отчасти ностальгический, возникает снова уже в молодёжной среде, когда студенты вызывают халяву и домового:76 и проводят спиритические сеансы:326.

## В художественных произведениях
Детские «вызывания» стали основой для ряда художественных произведений, например, серии «Южного Парка» «Ад на земле 2006» или российского фильма ужасов «Пиковая дама: Чёрный обряд» (2015).